# Национальный аэроклуб России имени В. П. Чкалова
Национальный аэроклуб России имени В. П. Чкалова (ФГУП "НАК России им. Чкалова") — организация, созданная на базе Центральный аэроклуб им. Чкалова после распада СССР. ФГУП является подведомственным Министерству спорта Российской Федерации.

## Деятельность
После начала застройки Тушинского аэродрома жилыми кварталами авиационная деятельность аэроклуба велась только на аэродроме «Борки» (Тверская область), где производилась подготовка и прыжки парашютистов. Согласно приказу № 18 от 06.12.2017 г. филиал ФГУП «Национального аэроклуба России им. Чкалова» Авиационный центр «Борки» с 10.02.2018г прекращает экономическую деятельность и подлежит консервации. С февраля 2018 года не эксплуатировался, что руководство аэроклуба аргументировало нерентабельностью. В 2018 году граждане, неравнодушные к судьбе аэродрома, создали петицию «Остановите консервацию Авиационного Центра Борки», которую подписали более 3 тысяч человек. В конце апреля 2019 года «Борки» возобновил свою работу

## Материальная база
Администрация НАК России им.Чкалова располагается по адресу Волоколамское шоссе, 88 в историческом здании Центральный аэроклуб им. Чкалова. 

Главный вход в здание НАК им.Чкалова

## Тушинский аэродром
Земли аэродрома Тушино, полученные НАК России им.Чкалова в аренду на 49 лет, в настоящий момент застраиваются и аэродром Тушино перестал существовать. В 2006 году футбольный клуб «Спартак» обратился в правительство России с просьбой о выделении земли под строительство стадиона. По поручению Президента было выделено 34 га на Тушинском аэродроме. Затем дополнительно к этой площади было выделено еще 125 га.

## Аэродром Борки
Аэродром Борки функционирует. В 2014 году Минспорта в протоколе работы Комиссии по анализу эффективности деятельности подведомственных Минспорта ФГУПов было предложено для повышения эффективности рассмотреть варианты его перепрофилирования или совместного использования с ДОСААФ России. 

## Здание аэроклуба
Здание аэроклуба построено в 1935 году и является памятником архитектуры русского авангарда, а также объектом культурного наследия. Инженер–строитель В.М. Светличный. Аэроклуб посещали И.В.Сталин, А.В.Косарев, М.Н.Тухачевский, В.П.Чкалов, В.С.Гризодубова, Н.Н.Поликарпов и другие.

## Ссылки

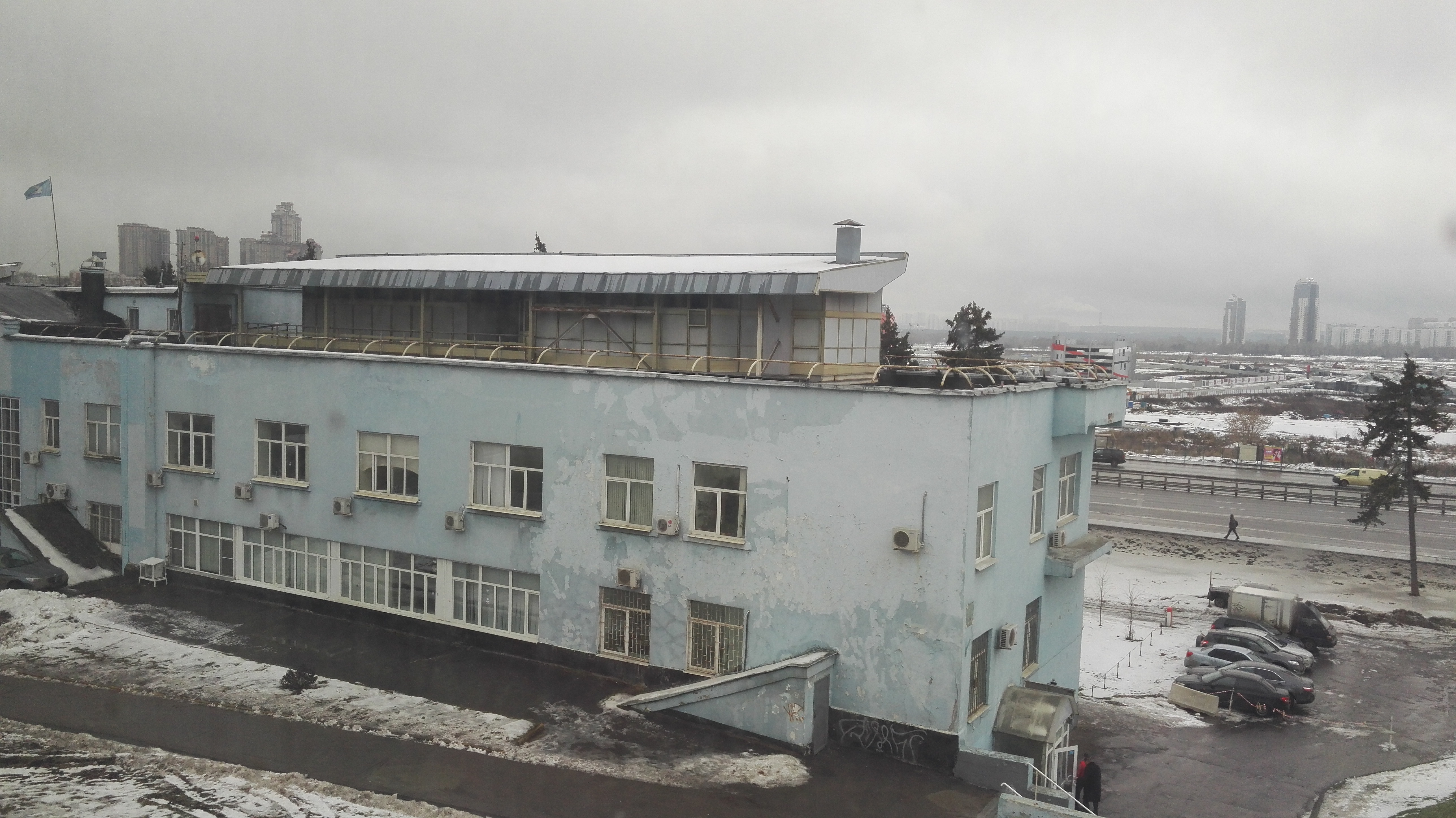
Вид с территории Вымпел на здание НАК и бывшее летное поле Тушинского аэродрома